# Lucas Gafarot
Lucas Gafarot Santacatalina (Sant Just Desvern, 26 september 1994) is een Spaans voetballer. Hij speelt als linksback bij FC Barcelona B.

## Clubcarrière
Gafarot begon me clubvoetbal bij de benjamines van Sant Just. Later ging hij voor UE Cornellà spelen. FC Barcelona haalde Gafarot in 2012 weg bij UE Cornellà en hij ging in het Juvenil-elftal spelen, waarmee de verdediger in zijn eerste seizoen regionaal kampioen werd. In juni 2013 werd hij bij het tweede elftal gehaald. Op 8 september 2013 debuteerde Gafarot in de Segunda División tegen CD Tenerife. Eén week later mocht hij invallen tegen Real Madrid Castilla. Hij heeft een contract tot medio 2015 bij FC Barcelona.

## Statistieken
| Seizoen         | Club            | Competitie         | Competitie | Competitie | Beker | Beker | Supercup | Supercup | Europa | Europa | Totaal | Totaal |
| Seizoen         | Club            | Competitie         | Wed.       | Dlp.       | Wed.  | Dlp.  | Wed.     | Dlp.     | Wed.   | Dlp.   | Wed.   | Dlp.   |
| --------------- | --------------- | ------------------ | ---------- | ---------- | ----- | ----- | -------- | -------- | ------ | ------ | ------ | ------ |
| 2013-2014       | FC Barcelona B  | Segunda División A | 7          | 0          | 0     | 0     | —        | —        | —      | —      | 7      | 0      |
| 2014-2015       | FC Barcelona B  | Segunda División A | 14         | 0          | 0     | 0     | —        | —        | —      | —      | 14     | 0      |
| Carrière totaal | Carrière totaal | Carrière totaal    | 21         | 0          | 0     | 0     | 0        | 0        | 0      | 0      | 21     | 0      |

1 Astralaga ·
2 Trilli ·
4 Mbacke ·
5 Domínguez ·
6 Prim ·
7 Alarcón ·
8 Garrido ·
9 Percan ·
10 Unai ·
11 Barberà ·
12 Piera ·
13 Kochen ·
14 Kochen ·
16 Sánchez ·
17 López ·
18 Ureña ·
19 Dacosta ·
20 Fernández ·
21 Darvich ·
23 Olmedo ·
24 Cédric ·
32 Farré ·
39 Soma ·
41 Yaakobishvili ·
Coach: Milà
· Assistent-coach: Clavero